# Jerzy Nos
Jerzy Nos fou un polític medieval lituano-polonès. Originalment fou un starosta de Drohiczyn i Mielnik, i ostentà diversos càrrecs en l'administració del Gran Ducat de Lituània. Després de la batalla d'Ugrà fou l'envait del rei Ladislau II Jagelló de Polònia i es convertí en governador de Pskov.